# Флег лига Србије 2011.
Флег лига Србије 2011. је друга сезона лиге Србије у флег фудбалу. Почела је 15. априла 2011. године и у њој је учествовало укупно једанаест екипа. Титулу првака освојили су Сирмијум лиџонарси.

## Систем такмичења
У лиги је учествовало једанаест клубова подељених у две групе по четири и једну групу од три, према територијалној припадности. Играло се по турнирском систему - екипа домаћин је угостила остале екипе из групе. Надметање је било по принципу свако са сваким. Две најбоље пласниране екипе из сваке групе пласирале су се на завршни турнир.

## Клубови
| Клуб               | Место             |
| ------------------ | ----------------- |
| Индијанси Инђија   | Инђија            |
| Сирмијум лиџонарси | Сремска Митровица |
| Спартанци Суботица | Суботица          |

| Клуб                   | Место      |
| ---------------------- | ---------- |
| Ројал краунси Краљево  | Краљево    |
| Вајлд борси Крагујевац | Крагујевац |
| Ејнџел вориорси Чачак  | Чачак      |
| Витезови Пирот         | Пирот      |

| Клуб                    | Место     |
| ----------------------- | --------- |
| Пантерси Панчево        | Панчево   |
| Скај тандерси Обреновац | Обреновац |
| Горштаци Земун          | Земун     |
| Вукови Београд          | Београд   |

## Финални турнир
Финални турни одигран је у Врбасу, 26. јуна 2011. године, на Градском стадиону.
| Датум         | Клуб             | Клуб                  | Резултат |
| ------------- | ---------------- | --------------------- | -------- |
| 26. јун 2011. | Пантерси Панчево | Вукови Београд        | 31:27    |
| 26. јун 2011. | Вукови Београд   | Ројал краунси Краљево | 53:36    |
| 26. јун 2011. | Пантерси Панчево | Ројал краунси Краљево | 54:38    |

| Датум         | Клуб                   | Клуб                   | Резултат |
| ------------- | ---------------------- | ---------------------- | -------- |
| 26. јун 2011. | Индијанси Инђија       | Сирмијум лиџонарси     | 26:20    |
| 26. јун 2011. | Вајлд борси Крагујевац | Индијанси Инђија       | 39:7     |
| 26. јун 2011. | Сирмијум лиџонарси     | Вајлд борси Крагујевац | 39:20    |

### Полуфинале
| Датум         | Клуб                   | Клуб             | Резултат |
| ------------- | ---------------------- | ---------------- | -------- |
| 26. јун 2011. | Вајлд борси Крагујевац | Пантерси Панчево | 38:33    |
| 26. јун 2011. | Сирмијум лиџонарси     | Вукови Београд   | 55:34    |

### Финале
| Датум         | Клуб               | Клуб                   | Резултат |
| ------------- | ------------------ | ---------------------- | -------- |
| 26. јун 2011. | Сирмијум лиџонарси | Вајлд борси Крагујевац | 34:32    |

| Првак Флег лиге Србије 201а. |
| ---------------------------- |
| Сирмијум лиџонарси 1. титула |